# Don Toliver
Caleb Zackery "Don Toliver" (Houston, 12 juni 1994) is een Amerikaanse rapper, zanger en songwriter. Hij is onder andere bekend van de liedjes No Idea, After Party en Lemonade (Internet Money featuring Gunna & Nav). Ook zijn Toliver zijn liedjes populair op de video-sharing app TikTok. Zijn album Heaven or Hell bereikte #31 op de Nederlandse charts. Toliver's laatste album is uitgekomen op 14 juni 2024 en is genaamd Hardstone Psycho.

## Discografie
| Album              | Bijzonderheden |
| ------------------ | --- |
| Heaven or Hell     | - 13 maart 2020 - Label: Cactus Jack, Atlantic Records, We Run it - Type: Streaming,Download                            |
| Life of a Don      | - 8 oktober 2021 - Label: Cactus Jack, Atlantic Records, We Run it - Type: Streaming,Download                           |
| Love Sick          | - 24 februari 2023 - Label: Cactus Jack, Atlantic Records - Type: Streaming,Download, CD, Vinyl                         |
| Love Sick (Deluxe) | - 28 februari 2023 - Label: Cactus Jack, Atlantic Records - Type: Streaming,Download, CD, Vinyl - Additie van 4 nummers |

| Samenwerkende albums | Bijzonderheden                                                                          |
| -------------------- | --------------------------------------------------------------------------------------- |
| JackBoys             | - 27 december 2019 - Label: Cactus Jack, Epic - Type: CD,LP,streaming,download,cassette |

- International Standard Name Identifier: 0000 0004 7554 9858
- Library of Congress Control Number: no2020033282
- MusicBrainz: a0723a3c-4135-438e-85c5-012712144ede
- Virtual International Authority File: 5974158369771801460006
- WorldCat: E39PBJkp7WGfRkkTR6Wbcj8Bfq